# Premi Unión de Actores al millor actor secundari de cinema
El Premi al millor actor secundari en la seva secció de cinema lliurat per la Unión de Actores y Actrices reconeix la millor interpretació d'un actor secundari dins d'una pel·lícula. Es ve lliurant des de 2002, ja que entre 1991 i 2001 es va lliurar un únic premi al millor interpretació secundari, sense distingir entre masculina i femenina.

## Dècada de 2000
| Guanyador | Candidats                                                 | |
| 2002      | 2002                                                      | 2002                                                                                                 |
| --------- | --------------------------------------------------------- | --- |
|           | Luis Tosar per Jose a Los lunes al sol                    | - José Ángel Egido per Lino a Los lunes al sol - Alberto San Juan per Rafa a El otro lado de la cama |
| 2003      |                                                           | |
|           | Eduard Fernández (1) per Mario a En la ciudad             | - Joan Dalmau per Miralles a Soldados de Salamina - Fernando Tejero per Serafín a Días de fútbol     |
| 2004      |                                                           | |
|           | Celso Bugallo por José en Mar adentro                     | - Juan Diego per Antonio a El séptimo día - Unax Ugalde per Gorilo a Héctor                          |
| 2005      |                                                           | |
|           | Eduard Fernández (2) per Fernando a El método             | - Carmelo Gómez per Julio a El método - Enrique Villén per Armando a Ninette                         |
| 2006      |                                                           | |
|           | Antonio de la Torre per Antonio a AzulOscuroCasiNegro     | - Héctor Colomé per Andrés a AzulOscuroCasiNegro - Juan Diego Botto per Guillermo a Vete de mí       |
| 2007      |                                                           | |
|           | Raúl Arévalo (1) per Fele a Siete mesas de billar francés | - Vladimir Cruz per Jorge a La caja - Jorge Sanz per Álvaro Mesía a Oviedo Express                   |
| 2008      |                                                           | |
|           | Jordi Dauder por Don Luis a Camino                        | - Eduardo Noriega per Carlos Ximénez a Transsiberian - Eduard Fernández per Lucio a Tres días        |
| 2009      |                                                           | |
|           | Carlos Bardem per Apache a Celda 211                      | - José Luis Gómez per Ernesto Martel a Los abrazos rotos - Raúl Arévalo per Álex a Gordos            |

### Dècada de 2010
| Guanyador | Candidats                                                   | |
| 2010      | 2010                                                        | 2010 |
| --------- | ----------------------------------------------------------- | --- |
|           | Víctor Clavijo per Víctor a 18 comidas                      | - Eduard Fernández per Tito a Biutiful - Emilio Gutiérrez Caba per Pradial a Vidas pequeñas                               |
| 2011      |                                                             | |
|           | Raúl Arévalo (2) per Julián a Primos                        | - Juanjo Artero per Leiva a No habrá paz para los malvados - Carmelo Gómez per Sargento Espinosa a Silencio en la nieve   |
| 2012      |                                                             | |
|           | Julián Villagrán per Joaquín a Grupo 7                      | - Eduard Fernández per E. a Una pistola en cada mano - Víctor Clavijo per Josito Alcántara a Holmes & Watson. Madrid Days |
| 2013      |                                                             | |
|           | Roberto Álamo per Benjamín a La gran familia española       | - Antonio de la Torre per Adán a La gran familia española - Carlos Bardem per Carlomonte a Alacrán enamorado              |
| 2014      |                                                             | |
|           | Karra Elejalde per Koldo a Ocho apellidos vascos            | - Alberto San Juan per Yacub a La ignorancia de la sangre - Críspulo Cabezas per Lucas a REC 4: Apocalipsis               |
| 2015      |                                                             | |
|           | Felipe García Vélez per Justo Caralimpia a A cambio de nada | - Carlos Álvarez-Nóvoa Sánchez per Padre a La novia - Javier Cámara per Tomás a Truman                                    |
| 2016      |                                                             | |
|           | Carlos Santos per Padre a El hombre de las mil caras        | - Asier Etxeandía per Lupita a La puerta abierta - Javier Pereira per Andrés Bosque a Que Dios nos perdone                |
| 2017      |                                                             | |
|           | Juan Diego per José Luis a No sé decir adiós                | - Antonio de la Torre per Juan a El autor - Víctor Clavijo per Fernando a Llueven vacas                                   |
| 2018      |                                                             | |
|           | Juan Margallo per Julio a Campeones                         | - Alberto San Juan per Franco a El Rey - Luis Zahera per Luis Cabrera a El Reino                                          |